# Associazione Sportiva Lucchese Libertas 1905 2013-2014
Questa voce raccoglie le informazioni riguardanti l'Associazione Sportiva Lucchese Libertas 1905 nelle competizioni ufficiali della stagione 2013-2014.

## Stagione
Nella stagione 2013-2014 la Lucchese ha disputato il secondo campionato di quinta serie della sua storia (campionato di serie D).

## Divise e sponsor
Lo sponsor tecnico per la stagione 2013-2014 è stato Lotto, mentre lo sponsor ufficiale è stato Dì Lucca. La presentazione della squadra è avvenuta il 24 agosto, durante la Notte Bianca di Lucca.
| 1ª divisa | 2ª divisa |

## Rosa
| N. |                      | Ruolo | Calciatore         |
| -- | -------------------- | ----- | ------------------ |
|    | Italia (bandiera)    | P     | Leandro Casapieri  |
|    | Italia (bandiera)    | P     | Matteo Sannino     |
|    | Italia (bandiera)    | D     | Simone Angeli      |
|    | Italia (bandiera)    | D     | Andrea Azzolin     |
|    | Italia (bandiera)    | D     | Lorenzo Biagini    |
|    | Italia (bandiera)    | D     | Andrea Calistri    |
|    | Italia (bandiera)    | D     | Lorenzo Di Giusto  |
|    | Argentina (bandiera) | D     | Marcos Espeche     |
|    | Italia (bandiera)    | D     | Christofer Petrini |
|    | Italia (bandiera)    | D     | Giuseppe Terlino   |
|    | Italia (bandiera)    | D     | Luigi Zinetti      |
|    | Italia (bandiera)    | C     | Fabio Aliboni      |
|    | Italia (bandiera)    | C     | Riccardo Calcagni  |
|    | Italia (bandiera)    | C     | Elia Chianese      |
|    | Italia (bandiera)    | C     | Mariano Discetti   |

| N. |                       | Ruolo | Calciatore          |
| -- | --------------------- | ----- | ------------------- |
|    | Italia (bandiera)     | C     | Mattia Floris       |
|    | Italia (bandiera)     | C     | Andrea Ghelardoni   |
|    | Italia (bandiera)     | C     | Tommaso Gialdini    |
|    | Italia (bandiera)     | C     | Marco Lima          |
|    | Italia (bandiera)     | C     | Fabrizio Lo Sicco   |
|    | Italia (bandiera)     | C     | Matteo Nolè         |
|    | Italia (bandiera)     | C     | Gianni Riccobono    |
|    | Italia (bandiera)     | C     | Jacopo Russo        |
|    | Italia (bandiera)     | A     | Luca Caboni         |
|    | Italia (bandiera)     | A     | Fabio De Luca       |
|    | Italia (bandiera)     | A     | Tommaso Papini      |
|    | Italia (bandiera)     | A     | Tommaso Pecchioli   |
|    | Montenegro (bandiera) | A     | Filip Raičević      |
|    | Italia (bandiera)     | A     | Nazzareno Tarantino |

## Calciomercato

### Sessione estiva(dal 01/07 al 02/09)
| Acquisti | Acquisti            | Acquisti         | Acquisti   |
| R.       | Nome                | da               | Modalità   |
| -------- | ------------------- | ---------------- | ---------- |
| P        | Matteo Sannino      | Livorno          | svincolato |
| D        | Andrea Calistri     | SPAL             | svincolato |
| D        | Alessio Cola        | Fiorentina       | prestito   |
| D        | Lorenzo Di Giusto   | Borgo a Buggiano | definitivo |
| D        | Christofer Petrini  | Parma            | prestito   |
| D        | Giuseppe Terlino    | Celano           | definitivo |
| C        | Andrea Ghelardoni   | Tuttocuoio       | definitivo |
| C        | Fabrizio Lo Sicco   | Gavorrano        | definitivo |
| C        | Matteo Nolè         | Borgo a Buggiano | definitivo |
| C        | Gianni Riccobono    | Poggibonsi       | prestito   |
| A        | Luca Caboni         | Cynthia          | definitivo |
| A        | Nazzareno Tarantino | Treviso          | svincolato |

| Cessioni | Cessioni         | Cessioni        | Cessioni   |
| R.       | Nome             | a               | Modalità   |
| -------- | ---------------- | --------------- | ---------- |
| P        | Luca Babbini     | Massese         | svincolato |
| D        | Nicola Cipriani  | Lammari         | svincolato |
| C        | Alen Carli       | Monfalcone      | svincolato |
| C        | Mirko Chiarabini | Lavagnese       | svincolato |
| C        | Giovanni Conti   | Maceratese      | svincolato |
| C        | Simone Gatto     | Fortis Juventus | svincolato |
| C        | Nicola Redomi    | Sestri Levante  | svincolato |
| A        | Carlo Brega      | Ponsacco        | svincolato |
| A        | Giacomo Canalini | Sansepolcro     | svincolato |

### Fuori Sessione
| Acquisti | Acquisti      | Acquisti | Acquisti |
| R.       | Nome          | da       | Modalità |
| -------- | ------------- | -------- | -------- |
| D        | Luigi Zinetti | Bari     | prestito |

| Cessioni | Cessioni | Cessioni | Cessioni |
| R.       | Nome     | a        | Modalità |
| -------- | -------- | -------- | -------- |

### Sessione invernale(dal 03/12 al 31/01)
| Acquisti | Acquisti          | Acquisti             | Acquisti   |
| R.       | Nome              | da                   | Modalità   |
| -------- | ----------------- | -------------------- | ---------- |
| D        | Andrea Azzolin    | Varese               | prestito   |
| D        | Lorenzo Biagini   | Camaiore             | definitivo |
| C        | Riccardo Calcagni | San Sisto Perugia    | definitivo |
| C        | Mattia Floris     | Porto Torres         | definitivo |
| C        | Tommaso Gialdini  | Massese              | definitivo |
| A        | Fabio De Luca     | Foligno              | svincolato |
| A        | Tommaso Papini    | Prato                | prestito   |
| A        | Filip Raicevic    | Carpi                | svincolato |
| A        | Lorenzo Spanu     | Bogliasco D'Albertis | svincolato |

| Cessioni | Cessioni          | Cessioni   | Cessioni      |
| R.       | Nome              | a          | Modalità      |
| -------- | ----------------- | ---------- | ------------- |
| D        | Alessio Cola      | Fiorentina | fine prestito |
| D        | Lorenzo Di Giusto | Poggibonsi | svincolato    |
| C        | Marco Lima        | Trissino   | definitivo    |
| C        | Gianni Riccobono  | Poggibonsi | fine prestito |

## Risultati

### Serie D - girone D

#### Girone di andata
| Arbitro: | Salvatore Affatato (Domodossola) |

|                                |           |                         |
| Bosio 30’, 71’ Sangiovanni 52’ | Marcatori | 47’, 78’, 86’ Tarantino |

| Arbitro: | Marco Cesaroni (Pesaro) |

|            |           |                            |
| Nolè 90+2’ | Marcatori | 19’ Giunchi 29’ Lombardini |

| Arbitro: | Francesco Di Stefano (Brindisi) |

|  |           |             |
|  | Marcatori | 74’ Espeche |

| Arbitro: | Matteo Gariglio (Pinerolo) |

|                    |           |  |
| Aliboni 63’ (rig.) | Marcatori |  |

| Arbitro: | Manuel Giuliani (Teramo) |

|              |           |                        |
| Franzese 19’ | Marcatori | 34’ Tarantino 52’ Nolè |

| Arbitro: | Raffaele Agrò (Terni) |

|                               |           |  |
| Caboni 27’, 48’ Tarantino 69’ | Marcatori |  |

| Arbitro: | Vincenzo Fiorini (Frosinone) |

|  |           |               |
|  | Marcatori | 34’ Tarantino |

| Arbitro: | Miliardi (Torino) |

|                                |           |         |
| Aliboni 18’, 38’ Pecchioli 46’ | Marcatori | 34’ Odi |

| Arbitro: | Marco Minotti (Roma 2) |

|  |           |          |
|  | Marcatori | 21’ Nolè |

| Arbitro: | Andrea Saggese (Rovereto) |

|                                               |           |  |
| Calistri 3’ Nolè 6’ Lo Sicco 80’ Chianese 88’ | Marcatori |  |

| Arbitro: | Federico Dionisi (L'Aquila) |

|                                        |           |                     |
| Dal Rio 10’, 20’ Calistri 90+3’ (aut.) | Marcatori | 39’ Caboni 54’ Nolè |

| Arbitro: | Giuseppe Celentano (Torre Annunziata) |

|                                           |           |  |
| Calistri 39’ Lima 61’ Chianese 67’ (rig.) | Marcatori |  |

| Arbitro: | Simone Sozza (Seregno) |

|                      |           |             |
| Akilo 29’ Visani 67’ | Marcatori | 9’ Calistri |

| Arbitro: | Diego Provesi (Treviglio) |

|                                                |           |  |
| Caboni 18’ Lo Sicco 48’ Nolè 74’ Tarantino 88’ | Marcatori |  |

| Arbitro: | Giosuè Mauro D'apice (Arezzo) |

|             |           |  |
| Aliboni 89’ | Marcatori |  |

| Arbitro: | Luca Torsello (Nichelino) |

|  |           |                                        |
|  | Marcatori | 22’ Pecchioli 61’ Aliboni 67’ Calistri |

| Arbitro: | Paride De Angeli (Abbiategrasso) |

|  |           |           |
|  | Marcatori | 61’ Luppi |

#### Girone di ritorno
| Arbitro: | Leonard Liguori (Bergamo) |

|                                               |           |                |
| Nolè 18’ Caboni 23’ De Luca 45’ Pecchioli 90’ | Marcatori | 53’ Giovinetti |

| Arbitro: | Andrea Capone (Palermo) |

|  |           |                 |
|  | Marcatori | 90+2’ Riccobono |

| Arbitro: | Vincenzo Valiante (Nocera Inferiore) |

|                             |           |                               |
| De Luca 13’ Tarantino 90+3’ | Marcatori | 26’ Belluzzi 90+2’ Antoniacci |

| Arbitro: | Andrea Gironda Veraldi (Bari) |

|  |           |                         |
|  | Marcatori | 61’ (rig.), 85’ Aliboni |

| Arbitro: | Andrea Papalini (Nuoro) |

|                                                                                         |           |  |
| Tarantino 4’ Aliboni 20’ De Luca 49’ Calistri 51’ Tuccillo 62’ (aut.) Caboni 77’ (rig.) | Marcatori |  |

| Arbitro: | Davide Curti (Milano) |

|  |           |                                                            |
|  | Marcatori | 2’ Nolè 8’ Calistri 51’ (rig.) Tarantino 89’ (rig.) Caboni |

| Arbitro: | Enrico Montanari (Ancona) |

|                         |           |          |
| Tarantino 1’ Caboni 13’ | Marcatori | 10’ Tosi |

| Arbitro: | Daniele Viotti (Tivoli) |

|                            |           |                                                      |
| Odi 30’ Colombi 60’ (rig.) | Marcatori | 18’ (rig.) Aliboni 39’ (rig.) Tarantino 82’ Raicevic |

| Arbitro: | Francesco Fourneau (Roma 1) |

|                     |           |  |
| Aliboni 8’ Nolè 56’ | Marcatori |  |

| Fidenza 16 marzo 2014, ore 14:30 CEST 27ª giornata | Fidenza                | 0 – 0 referto | Lucchese | Stadio Dario Ballotta\| Arbitro: \| Luca Colosimo (Torino) \| |
| Arbitro:                                           | Luca Colosimo (Torino) |               |          |                                                               |

| Arbitro: | Daniele Paterna (Teramo) |

|                      |           |  |
| Tarantino 16’ (rig.) | Marcatori |  |

| Arbitro: | Manuel Robilotta (Sala Consilina) |

|  |           |                                                      |
|  | Marcatori | 6’ (rig.) Aliboni 71’ De Luca 90+2’, 90+5’ Pecchioli |

| Arbitro: | Andrea Mei (Pesaro) |

|             |           |                                      |
| Selleri 32’ | Marcatori | 38’, 60’ Nolè 49’, 84’ (rig.) Caboni |

| Arbitro: | Lorenzo Maggioni (Lecco) |

|  |           |               |
|  | Marcatori | 40’ Tarantino |

| Massa 17 aprile 2014, ore 15:00 CEST 32ª giornata | Massese                      | 0 – 0 referto | Lucchese | Stadio degli Oliveti (925 ca. spett.)\| Arbitro: \| Giampaolo Mantelli (Brescia) \| |
| Arbitro:                                          | Giampaolo Mantelli (Brescia) |               |          |                                                                                     |

| Arbitro: | Daniele de Remigis (Teramo) |

|                        |           |  |
| Caboni 6’ Raicevic 59’ | Marcatori |  |

| Arbitro: | Daniel Amabile (Vicenza) |

|                    |           |                             |
| Espeche 22’ (aut.) | Marcatori | 52’ Aliboni 90+2’ Pecchioli |

### Poule scudetto
| Pistoia 11 maggio 2014, ore 14:30 CEST Triangolare 2 - 1ª giornata | Pistoiese                | 0 – 0 referto | Lucchese | Stadio Marcello Melani (1.100 circa spett.)\| Arbitro: \| Andrea Moraglia (Verona) \| |
| Arbitro:                                                           | Andrea Moraglia (Verona) |               |          |                                                                                       |

| Arbitro: | Davide Andreini (Forlì) |

|                                |           |                |
| Aliboni 31’ (rig.) De Luca 65’ | Marcatori | 17’ Morbidelli |

| Arbitro: | Andrea Capone (Palermo) |

|                                   |                      |                      |
| Niccolini Mateos Oliveira Ruopolo | Tiri di rigore 4 – 1 | De Luca Aliboni Nolè |

### Coppa Italia Serie D
| Arbitro: | Lorenzo Fabbri (Valdarno) |

|                  |           |                                                       |
| Collacchioni 21’ | Marcatori | 15’ Chiarelli 30’, 64’ (rig.) Aliboni 45+3’ Pecchioli |

| Arbitro: | Simone Serani (Foligno) |

|                               |           |                                    |
| Caboni 21’, 43’ Pecchioli 65’ | Marcatori | 18’ (rig.) Carnevale 62’ Reccolani |

| Arbitro: | Claudio Gualtieri (Asti) |

|                                                  |                      |                                              |
| Gandolfo 19’ Sarr 66’                            | Marcatori            | 30’ (rig.) Tarantino 60’ Pecchioli           |
| Limitoni Bonomelli Broggini Sarr Giacomoni Greco | Tiri di rigore 5 – 4 | Caboni Chianese Nolè Angeli Espeche Lo Sicco |

## Statistiche

### Statistiche di squadra
| Competizione         | Punti | In casa | In casa | In casa | In casa | In casa | In casa | In trasferta | In trasferta | In trasferta | In trasferta | In trasferta | In trasferta | Totale | Totale | Totale | Totale | Totale | Totale | DR  |
| Competizione         | Punti | G       | V       | N       | P       | Gf      | Gs      | G            | V            | N            | P            | Gf           | Gs           | G      | V      | N      | P      | Gf     | Gs     | DR  |
| -------------------- | ----- | ------- | ------- | ------- | ------- | ------- | ------- | ------------ | ------------ | ------------ | ------------ | ------------ | ------------ | ------ | ------ | ------ | ------ | ------ | ------ | --- |
| Serie D              | 82    | 17      | 14      | 1       | 2       | 43      | 9       | 17           | 12           | 3            | 2            | 31           | 12           | 34     | 26     | 4      | 4      | 74     | 21     | +53 |
| Coppa Italia Serie D | -     | 1       | 1       | 0       | 0       | 3       | 2       | 2            | 1            | 1            | 0            | 6            | 3            | 3      | 2      | 1      | 0      | 9      | 5      | +4  |
| Poule Scudetto       | -     | 1       | 1       | 0       | 0       | 2       | 1       | 2            | 0            | 2            | 0            | 0            | 0            | 3      | 1      | 2      | 0      | 2      | 1      | +1  |
| Totale               | -     | 19      | 16      | 1       | 2       | 48      | 12      | 21           | 13           | 6            | 2            | 37           | 15           | 40     | 29     | 7      | 4      | 85     | 27     | +58 |

### Andamento in campionato
| Giornata  | 1 | 2  | 3 | 4 | 5 | 6 | 7 | 8 | 9 | 10 | 11 | 12 | 13 | 14 | 15 | 16 | 17 | 18 | 19 | 20 | 21 | 22 | 23 | 24 | 25 | 26 | 27 | 28 | 29 | 30 | 31 | 32 | 33 | 34 |
| --------- | - | -- | - | - | - | - | - | - | - | -- | -- | -- | -- | -- | -- | -- | -- | -- | -- | -- | -- | -- | -- | -- | -- | -- | -- | -- | -- | -- | -- | -- | -- | -- |
| Luogo     | T | C  | T | C | T | C | T | C | T | C  | T  | C  | T  | C  | C  | T  | C  | C  | T  | C  | T  | C  | T  | C  | T  | C  | T  | C  | T  | C  | T  | T  | C  | T  |
| Risultato | N | P  | V | V | V | V | V | V | V | V  | P  | V  | P  | V  | V  | V  | P  | V  | V  | N  | V  | V  | V  | V  | V  | V  | N  | V  | V  | V  | V  | N  | V  | V  |
| Posizione | 7 | 12 | 8 | 7 | 5 | 4 | 3 | 3 | 2 | 2  | 3  | 2  | 2  | 2  | 1  | 1  | 2  | 2  | 2  | 2  | 2  | 2  | 2  | 2  | 2  | 2  | 2  | 2  | 2  | 2  | 2  | 2  | 2  | 1  |

Legenda:

Luogo: C = Casa; T = Trasferta. Risultato: V = Vittoria; N = Pareggio; P = Sconfitta.

### Statistiche dei giocatori[25]
| Giocatore     | Serie D  | Serie D | Serie D     | Serie D    | Coppa Italia Serie D | Coppa Italia Serie D | Coppa Italia Serie D | Coppa Italia Serie D | Poule Scudetto | Poule Scudetto | Poule Scudetto | Poule Scudetto | Totale   | Totale | Totale      | Totale     |
| Giocatore     | Presenze | Reti    | Ammonizioni | Espulsioni | Presenze             | Reti                 | Ammonizioni          | Espulsioni           | Presenze       | Reti           | Ammonizioni    | Espulsioni     | Presenze | Reti   | Ammonizioni | Espulsioni |
| ------------- | -------- | ------- | ----------- | ---------- | -------------------- | -------------------- | -------------------- | -------------------- | -------------- | -------------- | -------------- | -------------- | -------- | ------ | ----------- | ---------- |
| L. Casapieri  | 34       | -20     | 2           | 0          | 2                    | -3                   | -                    | -                    | 3              | -1             | -              | -              | 39       | -24    | 2           | 0          |
| C. Petrini    | 27       | 0       | 2           | 0          | 2                    | -                    | -                    | -                    | -              | -              | -              | -              | 29       | 0      | 2           | 0          |
| S. Angeli     | 12       | 0       | 2           | 0          | 1                    | -                    | 1                    | -                    | 3              | -              | 1              | -              | 16       | 0      | 4           | 0          |
| L. Di Giusto  | 2        | 0       | 1           | 0          | 1                    | -                    | 1                    | -                    | -              | -              | -              | -              | 3        | 0      | 2           | 0          |
| M. Espeche    | 32       | 1       | 7           | 0          | 3                    | -                    | -                    | -                    | 3              | -              | -              | -              | 38       | 1      | 7           | 0          |
| F. Aliboni    | 31       | 11      | 10          | 0          | 2                    | 2                    | 1                    | -                    | 3              | 1              | 1              | -              | 36       | 14     | 12          | 0          |
| F. Lo Sicco   | 13       | 2       | 0           | 0          | 3                    | -                    | -                    | -                    | -              | -              | -              | -              | 16       | 2      | 0           | 0          |
| M. Nolè       | 30       | 11      | 5           | 0          | 3                    | -                    | -                    | -                    | 3              | -              | 1              | -              | 36       | 11     | 6           | 0          |
| T. Pecchioli  | 19       | 6       | 6           | 0          | 3                    | 3                    | -                    | -                    | 2              | -              | -              | -              | 24       | 9      | 6           | 0          |
| L. Caboni     | 31       | 11      | 8           | 0          | 3                    | 2                    | -                    | -                    | 3              | -              | -              | -              | 37       | 13     | 8           | 0          |
| M. Lima       | 12       | 1       | 0           | 0          | 1                    | -                    | -                    | -                    | -              | -              | -              | -              | 13       | 1      | 0           | 0          |
| M. Sannino    | 0        | 0       | 0           | 0          | 1                    | -2                   | -                    | -                    | -              | -              | -              | -              | 1        | -2     | 0           | 0          |
| J. Russo      | 2        | 0       | 1           | 0          | -                    | -                    | -                    | -                    | -              | -              | -              | -              | 2        | 0      | 1           | 0          |
| G. Riccobono  | 7        | 1       | 2           | 0          | 1                    | -                    | -                    | -                    | -              | -              | -              | -              | 8        | 1      | 2           | 0          |
| E. Chianese   | 29       | 2       | 5           | 0          | 2                    | 1                    | -                    | -                    | -              | -              | -              | -              | 31       | 3      | 5           | 0          |
| F. Raicevic   | 10       | 2       | 1           | 0          | -                    | -                    | -                    | -                    | 3              | -              | -              | -              | 13       | 2      | 1           | 0          |
| N. Chiarelli  | 3        | 0       | 0           | 0          | 2                    | 1                    | -                    | -                    | -              | -              | -              | -              | 5        | 1      | 0           | 0          |
| N. Tarantino  | 28       | 14      | 1           | 1          | 2                    | 1                    | -                    | -                    | 3              | -              | -              | -              | 33       | 15     | 1           | 1          |
| A. Ghelardoni | 18       | 0       | 4           | 0          | 2                    | -                    | -                    | -                    | 1              | -              | -              | -              | 21       | 0      | 4           | 0          |
| A. Calistri   | 31       | 6       | 2           | 0          | 1                    | -                    | -                    | -                    | 3              | -              | -              | -              | 35       | 6      | 2           | 0          |
| A. Azzolin    | 6        | 0       | 2           | 0          | -                    | -                    | -                    | -                    | -              | -              | -              | -              | 6        | 0      | 2           | 0          |
| L. Biagini    | 4        | 0       | 0           | 0          | -                    | -                    | -                    | -                    | -              | -              | -              | -              | 4        | 0      | 0           | 0          |
| G. Terlino    | 22       | 0       | 0           | 0          | 3                    | -                    | -                    | 1                    | -              | -              | -              | -              | 25       | 0      | 0           | 1          |
| L. Zinetti    | 8        | 0       | 2           | 0          | -                    | -                    | -                    | -                    | 3              | -              | -              | -              | 11       | 0      | 2           | 0          |
| R. Calcagni   | 14       | 0       | 0           | 0          | -                    | -                    | -                    | -                    | 3              | -              | 1              | -              | 17       | 0      | 1           | 0          |
| F. De Luca    | 15       | 4       | 4           | 0          | -                    | -                    | -                    | -                    | 3              | 1              | 1              | -              | 18       | 5      | 5           | 0          |
| M. Discetti   | 2        | 0       | 0           | 0          | -                    | -                    | -                    | -                    | -              | -              | -              | -              | 2        | 0      | 0           | 0          |
| M. Floris     | 7        | 0       | 1           | 0          | -                    | -                    | -                    | -                    | -              | -              | -              | -              | 7        | 0      | 1           | 0          |
| T. Gialdini   | 9        | 0       | 0           | 1          | -                    | -                    | -                    | -                    | 3              | -              | -              | -              | 12       | 0      | 0           | 1          |
| T. Papini     | 3        | 0       | 0           | 0          | -                    | -                    | -                    | -                    | -              | -              | -              | -              | 3        | 0      | 0           | 0          |
| L. Spanu      | 1        | 0       | 0           | 0          | -                    | -                    | -                    | -                    | -              | -              | -              | -              | 1        | 0      | 0           | 0          |
| A. Cola       | 2        | 0       | 1           | 0          | 1                    | -                    | -                    | -                    | -              | -              | -              | -              | 3        | 0      | 1           | 0          |
| M. Foresta    | 2        | 0       | 0           | 0          | 1                    | -                    | -                    | -                    | -              | -              | -              | -              | 3        | 0      | 0           | 0          |
| A. Zanellato  | 0        | 0       | 0           | 0          | 1                    | -                    | 1                    | -                    | -              | -              | -              | -              | 1        | 0      | 1           | 0          |